# Rue Štupartská
La  rue Štupartská est une voie de Prague.

## Situation et accès
Située dans la vieille ville de Prague, elle relie les rues Celetná et Týnská à la rue Templova. Du côté ouest, l'église du Tyn s'ouvre. Elle compte d'importants bâtiments historiques tels que le monastère Minorite ou le palais Menhart.

## Origine du nom
La rue a été nommée en l'honneur du greffier impérial Petr Štupart de Löwenthal qui, en 1664, acheta la maison U Štupartů (n ° 647/4), mais celle-ci fut démolie en 1911 dans le cadre de la réhabilitation de la vieille ville.

## Bâtiments remarquables et lieux de mémoire
- Maison U Hřebene - N°2
- Monastère des minorités - N°6, fondé en 1232
- La maison du cerf d'or - N° 6 et N° 11 rue Celetná [2],[3]

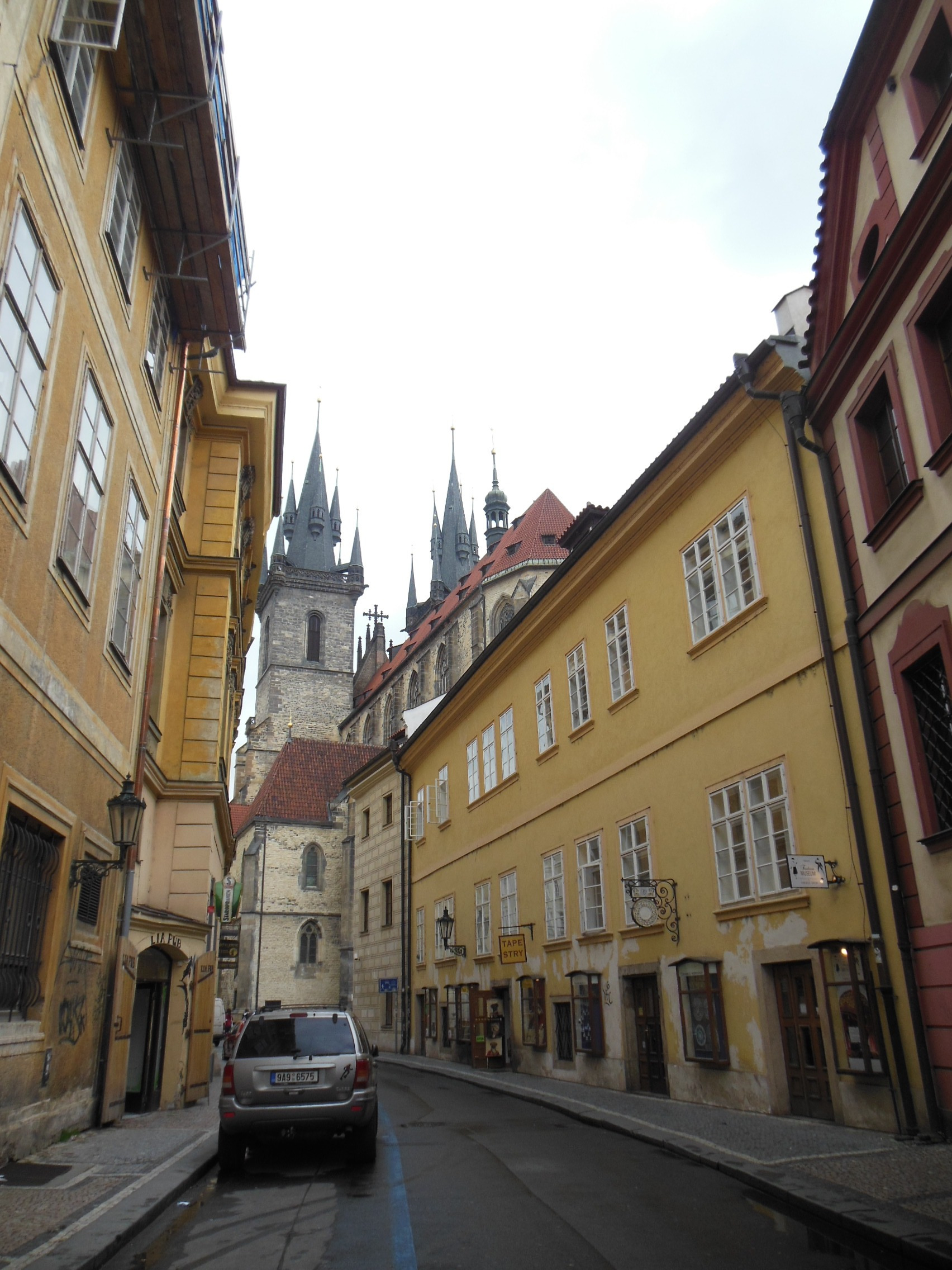
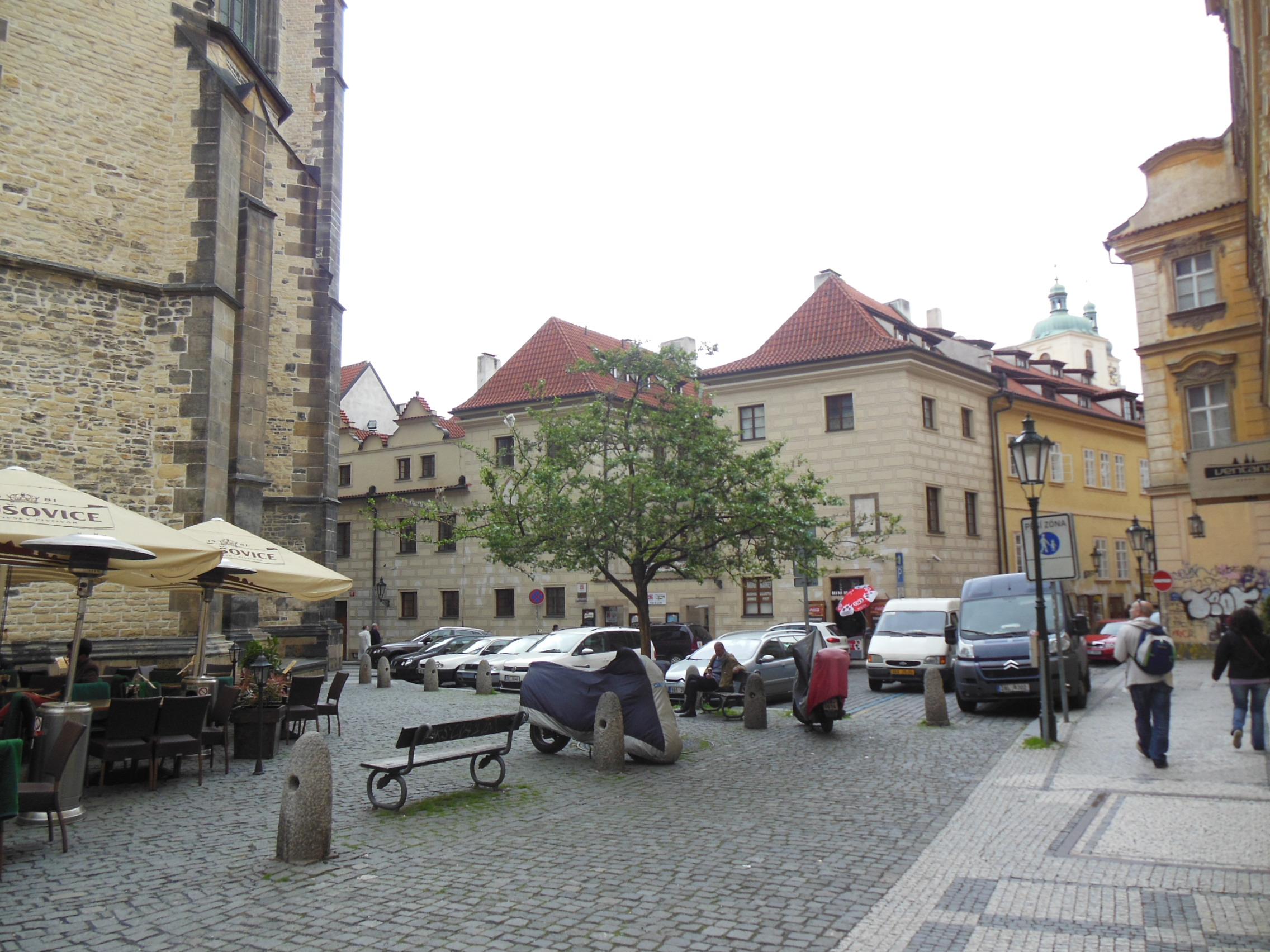
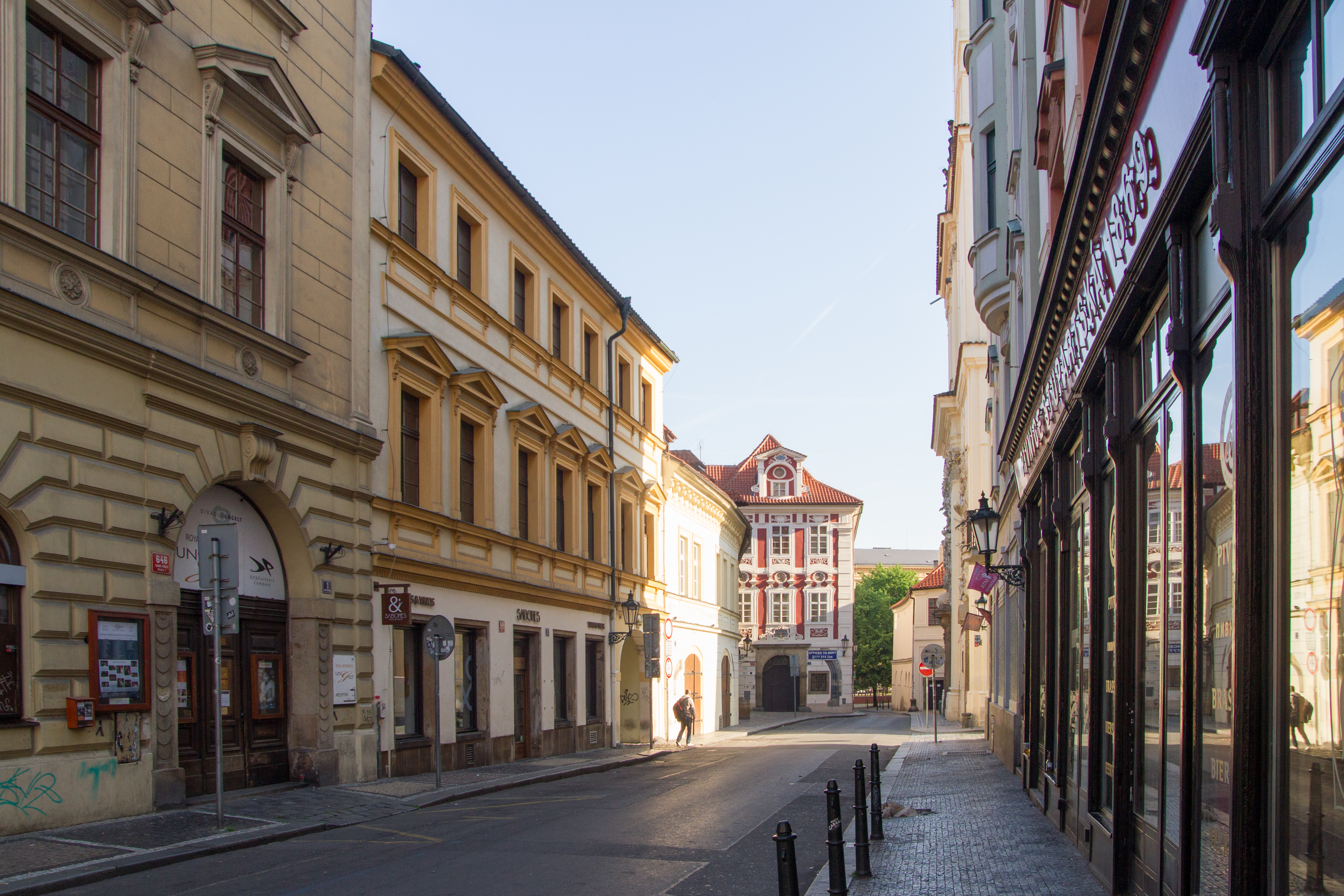
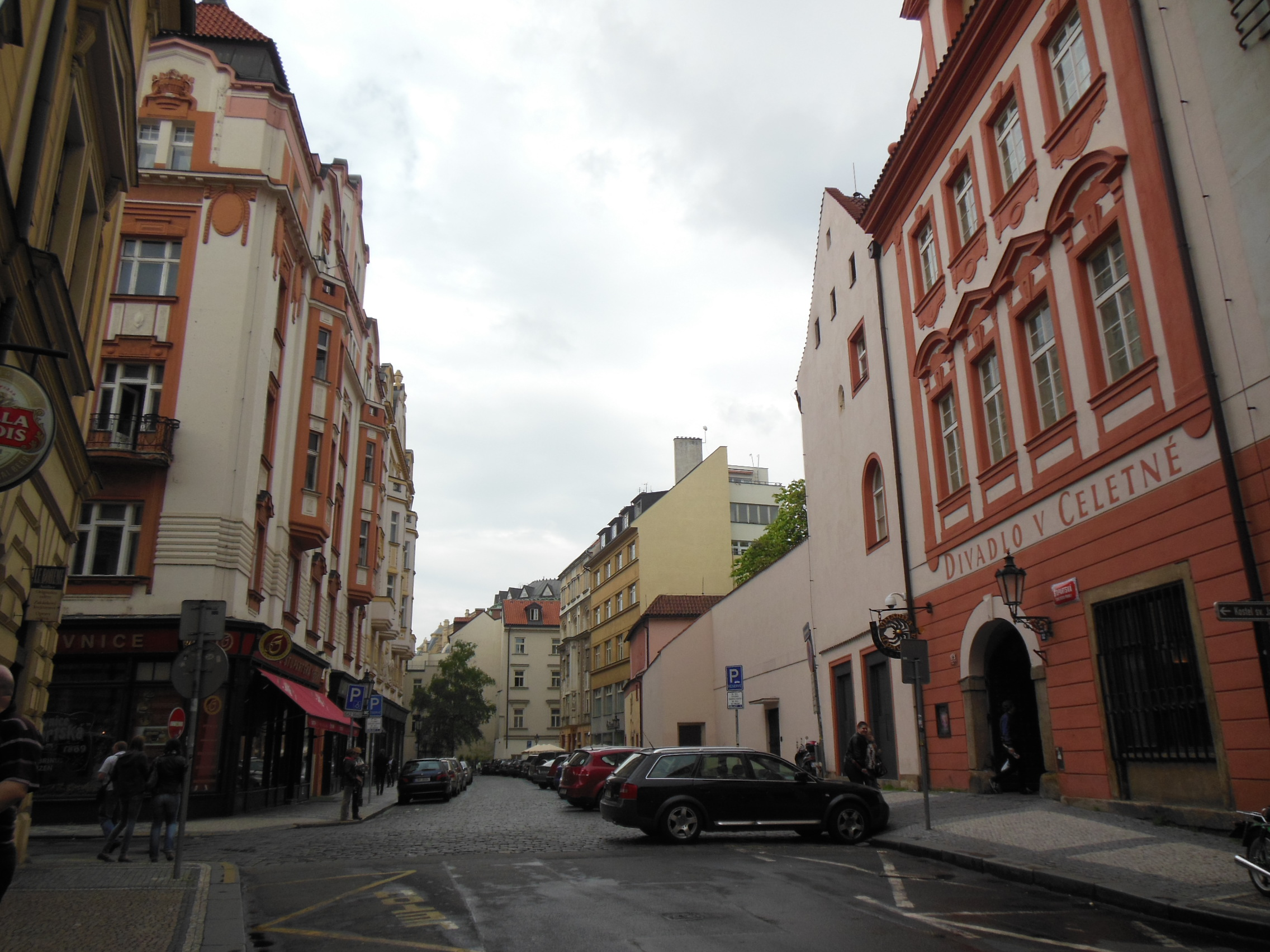

- restaurant Pivnice N°9 [4]
- Palais Menhart - n°12
- restaurant VinoDiVino - n°18 [5]